# Кула (община, Сербія)
Кула (серб. Кула) — община в Сербії, входить до Західно-Бацького округу.
Населення общини становить 45 960 осіб (2007 рік), щільність населення становить 96 ос./км². Займана площа — 481 км², з них 90,6 % використовується в промислових цілях.
Адміністративний центр общини — місто Кула. Община Кула складається з 7 населених пунктів, середня площа населеного пункту 68.7 км².

## Статистика населення общини
| Рік  | Населення, осіб |
| ---- | --------------- |
| 1991 | 51252           |
| 2001 | 48515           |
| 2002 | 48296           |
| 2003 | 48007           |
| 2004 | 47662           |
| 2005 | 47216           |
| 2006 | 46631           |
| 2007 | 45960           |

### Національний склад

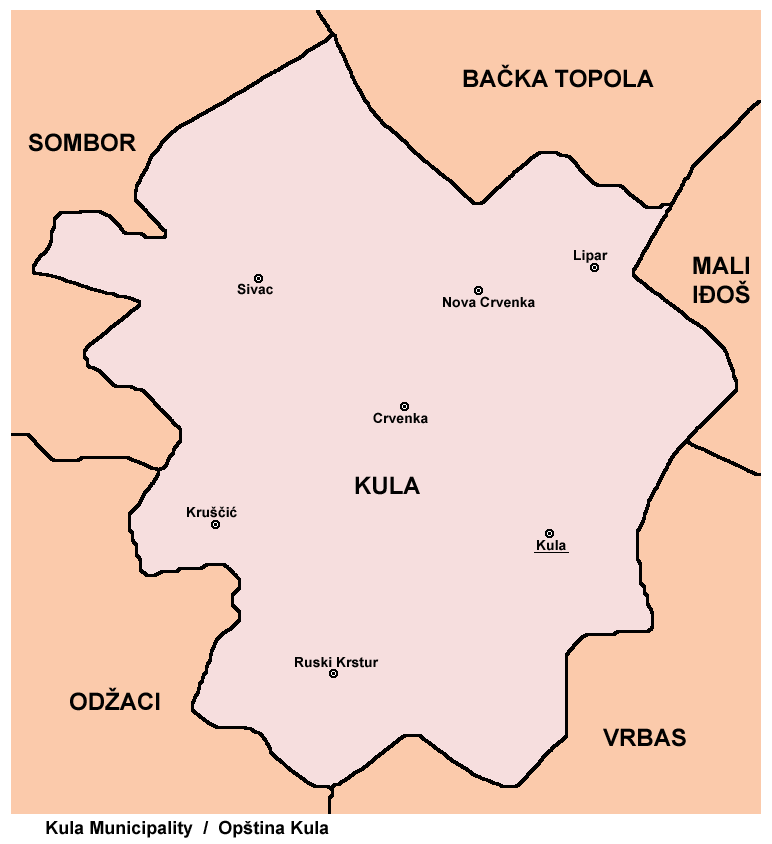
Мапа общини Кула

- Серби (52,01%)
- Чорногорці (16,34%)
- Русини (11,16%)
- Угорці (8,44%)
- Українці (3%)
- Хорвати (1,66%)
- Югослави (1,53%)

## Населені пункти
- Кула
- Крушчич
- Ліпар
- Нова Црвенка
- Руський Крстур
- Сівац
- Црвенка